# Iain Williamson
Iain James Williamson (* 12. Januar 1988 in Edinburgh) ist ein schottischer Fußballspieler.

## Karriere
Iain Williamson begann seine Profikarriere bei Dunfermline Athletic. Er debütierte für die mit dem Spitznamen Pars bekannte Mannschaft im November 2006 in der Scottish Premier League gegen die Glasgow Rangers als er für Stephen Crawford eingewechselt wurde. Bis zum Saisonende kam er drei weitere Male in der Liga unter dem irischen Trainer Stephen Kenny zum Einsatz. Mit dem Team das mit bekannten Spielern wie Dorus de Vries, Scott Wilson, Souleymane Bamba, Greg Shields und Mark Burchill bespickt war, erreichte Williamson das Schottische Pokalfinale 2007 (in dem er für Mark Burchill eingewechselt wurde), das gegen Celtic Glasgow mit 0:1 verloren ging. Mit Dunfermline stieg er dazu als Tabellenletzter am Saisonende aus der Premier League in die First Division ab. In der folgenden Zweitligasaison kam er in zehn Ligaspielen zum Einsatz. Dazu verlor das Team aus Dunfermline ohne Williamson der es nicht in den 16er Kader geschafft hatte, das Finale um den Challenge Cup 2007/08 gegen den FC St. Johnstone mit 2:3. Gegen Queen of the South, erzielte er am letzten Spieltag den Premierentreffer als Profi. Am 3. Spieltag der Saison 2008/09 konnte Williamson im Spiel gegen den FC St. Johnstone den zweiten Treffer markieren. Im Juli 2009 wechselte er zu den Raith Rovers die zuvor von der Second Division in die First Division aufgestiegen waren. In zwei Spielzeiten, die er bei den Rovers unter Vertrag stehen sollte, konnte dieser in 76 Ligaspielen 6 Tore erzielen. Im Juli 2012 wechselte er nach Island zu UMF Grindavík, mit dem er am Saisonende einen der beiden Abstiegsplätze der Pepsideild 2012 belegte. Um den Gang mit dem Verein in die Zweitklassigkeit nicht mit antreten zu müssen, wechselte er innerhalb Islands zu Hauptstadtverein Valur Reykjavík.